# Призраки Исмаэля
«Призраки Исмаэля» (фр. Les fantômes d'Ismaël) — французский триллер 2017 года, поставленный режиссёром Арно Деплешеном с Матье Амальриком и Марион Котийяр в главных ролях. Фильм рассказывает о режиссёре, жизнь которого меняется накануне съемок его нового фильма с появлением бывшей возлюбленной, которая пропала 20 лет назад.
Премьера ленты состоялась 17 мая 2017 года на открытии 70-го Каннского международного кинофестиваля, где она участвует в программе «Специальные показы».

## В ролях
| • Матье Амальрик   | … | Исмаэль Виллар |
| • Марион Котияр    | … | Карлотта       |
| • Шарлотта Генсбур | … | Сильвия        |
| • Луи Гаррель      | … |                |
| • Альба Рорвахер   | … |                |
| • Ипполит Жирардо  | … |                |
| • Самир Эсми       | … |                |

## Съемочная группа
- Авторы сценария — Арно Деплешен, Леа Мисиус, Жули Пейр
- Режиссёр-постановщик — Арно Деплешен
- Продюсеры — Паскаль Кочето, Венсан Мараваль
- Оператор — Ирина Любчански
- Композитор — Грегуар Гецель
- Художник-постановщик — Тома Бакени
- Звукорежиссёр — Николя Кантен
- Подбор актёров — Александр Назарян